# Targaryendraco
Targaryendraco es un género extinto de pterosaurio pterodactiloideo cuyos restos se hallaron en depósitos del Cretácico Inferior (época del Hauteriviense) en Hannover, al norte de Alemania.

## Descubrimiento y denominación
En julio de 1984, el paleontólogo aficionado Kurt Wiedenroth descubrió un esqueleto fragmentario de pterosaurio en un pozo de arcilla de Engelbostel en el límite sur de la ciudad de Hannover.
En 1990, Rupert Wild describió al nuevo hallazgo como una nueva especie de Ornithocheirus: Ornithocheirus wiedenrothi. El nombre de la especie honra a Wiedenroth como su descubridor. Wild consideró al espécimen como algo intermedio evolutivamente entre Ornithocheirus compressirostris (ahora el holotipo de Lonchodectes) y Ornithocheirus giganteus (ahora el holotipo de Lonchodraco). O. compressirostris era considerado por entonces como la especie tipo de Ornithocheirus, pero entretanto se demostró que la especie tipo correcta es O. simus.
El espécimen holotipo, SMNS 56628, fue hallado en rocas de la Formación Stadthagen que datan de inicios del Hauteriviense, hace unos 132 millones de años. Consiste de un esqueleto parcial con mandíbulas. Incluye el frente y la parte posterior de la sínfisis de la mandíbula, un hueso articular derecho, una pieza de costilla, los extremos distales de un radio y ulna izquierdos, los extremos proximal y distal de un tercer metacarpo izquierdo y una pieza de falange, probablemente del tercer dedo izquierdo de la mano. El fósil ahora forma parte de la colección del Staatliches Museum für Naturkunde Stuttgart. Es el espécimen de pterosaurio más completo conocido del Cretácico de Alemania.
En su estudio de 2010, Fletcher & Salisbury consideraron que O. wiedenrothi era un ornitoquéirido cercanamente relacionado con Aussiedraco el cual por entonces no había sido nombrado y otro espécimen de pterosaurio del Cretácico de Australia. En 2013, Ford reportó que era una especie de Lonchodectes. En un estudio del mismo año, Rodrigues & Kellner concluyeron que no era Ornithocheirus y tampoco era parte de su recién acuñado género Lonchodraco. En 2019, Abel et al. afirmaron que era potencialmente un nuevo género de loncodéctidos.
Más tarde en 2019, Pêgas et al. asignaron a O. wiedenrothi como la especie tipo del nuevo género Targaryendraco. El nombre del género combina una referencia de la Casa Targaryen con el término en latín draco, "dragón". Targaryen es el nombre de una familia de la serie de novelas de fantasía Canción de fuego y hielo, quienes son célebres por usar dragones como sus monturas. Los autores escogieron el nombre porque los huesos fósiles de coloración oscura recuerdan a los dragones de las novelas.

## Descripción
Los autores de la descripción de 2019 se abstuvieron de dar una estimación de tamaño, tomando en cuenta lo fragmentado del fósil. Ellos estimaron que la envergadura de las especies más cercanamente relacionadas estaría entre 2,9 a 4 metros.
Solo se indicó un único rasgo distintivo. Este es una autapomorfia, es decir un rasgo derivado único: la sínfisis de la mandíbula tiene en su eje medio al frente un proceso odontoide, en otras palabras en forma de diente, formado por la confluencia de los bordes laterales del surco oclusal, en la superficie de la articulación de los dentarios.

## Filogenia
Targaryendraco fue situado en 2019 en el grupo Lanceodontia en un clado completamente nuevo llamado Targaryendraconia, siendo más exactamente un miembro de la recién nombrada familia Targaryendraconidae. En este último clado forma una politomía junto con Aussiedraco y Barbosania.
A continuación se muestra un cladograma basado en el estudio de Pêgas et al. (2019):

|  | Aetodactylus                                                    |
|  |                                                                 |
|  | \| \| Cimoliopterus \| \| \| \| \| \| Camposipterus \| \| \| \| |
|  |                                                                 |
|  | Cimoliopterus                                                   |
|  |                                                                 |
|  | Camposipterus                                                   |
|  |                                                                 |

|  | Cimoliopterus |
|  |               |
|  | Camposipterus |
|  |               |

|  | Barbosania                                                     |
|  |                                                                |
|  | \| \| Aussiedraco \| \| \| \| \| \| Targaryendraco \| \| \| \| |
|  |                                                                |
|  | Aussiedraco                                                    |
|  |                                                                |
|  | Targaryendraco                                                 |
|  |                                                                |

|  | Aussiedraco    |
|  |                |
|  | Targaryendraco |
|  |                |

|  | Barbosania                                                     |
|  |                                                                |
|  | \| \| Aussiedraco \| \| \| \| \| \| Targaryendraco \| \| \| \| |
|  |                                                                |
|  | Aussiedraco                                                    |
|  |                                                                |
|  | Targaryendraco                                                 |
|  |                                                                |

|  | Aussiedraco    |
|  |                |
|  | Targaryendraco |
|  |                |

|  | Aetodactylus                                                    |
|  |                                                                 |
|  | \| \| Cimoliopterus \| \| \| \| \| \| Camposipterus \| \| \| \| |
|  |                                                                 |
|  | Cimoliopterus                                                   |
|  |                                                                 |
|  | Camposipterus                                                   |
|  |                                                                 |

|  | Cimoliopterus |
|  |               |
|  | Camposipterus |
|  |               |

|  | Barbosania                                                     |
|  |                                                                |
|  | \| \| Aussiedraco \| \| \| \| \| \| Targaryendraco \| \| \| \| |
|  |                                                                |
|  | Aussiedraco                                                    |
|  |                                                                |
|  | Targaryendraco                                                 |
|  |                                                                |

|  | Aussiedraco    |
|  |                |
|  | Targaryendraco |
|  |                |

|  | Barbosania                                                     |
|  |                                                                |
|  | \| \| Aussiedraco \| \| \| \| \| \| Targaryendraco \| \| \| \| |
|  |                                                                |
|  | Aussiedraco                                                    |
|  |                                                                |
|  | Targaryendraco                                                 |
|  |                                                                |

|  | Aussiedraco    |
|  |                |
|  | Targaryendraco |
|  |                |